# NK Tomislav Livana
Nogometni klub Tomislav Livana hrvatski je nogometni klub iz Livane kraj Čepina.  Osnovala ga je 1. travnja 2005. nekolicina hrvatskih branitelja, mještana Livane, Briješća i osječkog Cvjetnog naselja. Klub je osnovan kao udruga građana i registriran je sukladno zakonu o udrugama i zakonu o športu.

## Zanimljivosti
NK Tomislav-Livana je u sezoni 2006/07. (jesenski dio) u svih 13 odigranih utakmica imao maksimalni učinak, osvojeno je 39 bodova, s gol-razlikom od 54:9.

## Vanjske poveznice
- Službene stranice NK Tomislav-Livana  Arhivirana inačica izvorne stranice od 18. prosinca 2014. (Wayback Machine)
- Profil, HNS Semafor